# Irving Brodsky
Irving Brodsky (eigentlich Ivan Brodsky, * 15. April 1901 in New York City, New York; † 1. März 1998 ebenda) war ein US-amerikanischer Jazzpianist und Arrangeur.

## Leben und Wirken
Brodsky arbeitete in den 1920er Jahren mit  The Varsity Eight (1923) um Adrian Rollini, den Louisiana Rhythm Kings um Red Nichols, den The University Six (1925), The Little Ramblers und The California Ramblers, bei deren Hits My Honey’s Lovin’ Arms für Vocalion (1922), Roamin’ to Wyomin’ und Moonlight Kisses für Columbia (1923) er mitwirkte. 1926 arbeitete er im Orchester von Roger Wolfe Kahn ( Jersey Walk); 1928 spielte er bei Reg Battens The New Savoy Orpheans.
Im April 1929 spielte Brodsky mit u. a. Red Nichols, Glenn Miller, Jimmy Dorsey für Velvet Tone den Song  The Wedding of the Painted Doll ein, allerdings unter dem Pseudonym Barney Trimble’s Oklahomans. Im Oktober nahm Brodsky abermals unter eigenem Namen, diesmal für Harmony Records die Titel If You Believe in Me und I May Be Wrong But I Thing You're Wonderful auf,  Mitwirkende waren Red Nichols, Pee Wee Russell und Fud Livingston.  Außerdem arbeitete er mit Benny Goodman, Annette Hanshaw, die Dorsey Brothers (für die er auch arrangierte), Bix Beiderbecke (Deep Down South), Freddie Rich, Cornell Smelser und Anfang der 1930er mit Hoagy Carmichael & His Orchestra, zu hören auf Georgia on My Mind (1930), Stardust, Rockin’ Chair und Lazy River (Victor Records, 1932). 1959 trat er mit Arthur Rollini in der Carnegie Hall auf. Im Laufe seiner Karriere wirkte er zwischen 1922 und 1962 im Bereich des Jazz als Musiker und Arrangeur bei 358 Aufnahmesessions mit. Er starb 1998 im Alter von 96 Jahren.
Der Pianist ist nicht mit dem gleichnamigen Doo-Wop-Sänger (The Carollons) zu verwechseln.